# Келлехер, Тим
Тимоти «Тим» Келлехер (англ. Timothy «Tim» Kelleher, 4 октября 1980) — американский музыкант, басист группы Filter и бывший концертный участник Thirty Seconds to Mars. Ранее Келлехер также играл в коллективах Fear and the Nervous System и Wired All Wrong.

## Биография

### Ранние годы
Тим Келлехер 4 октября 1980 года в городе Финикс, штат Аризона. Келлехер учился в средней школе имени Чапараля в Скоттсдейле, Аризона. Там он увлёкся музыкой. Келлехера привлекало творчество групп Faith No More, Nine Inch Nails, Radiohead, Tool и Muse. Первое время Тим играл в различных любительских рок- и индастриал-группах.

### Музыкальная карьера
В 2004 году Тим Келлехер основал собственную группу My Darling Murder, где он участвовал в качестве басиста. Коллектив добился известности в Аризоне, преимущественно за счёт того, что My Darling Murder выступали на разогреве таких групп как Scary Kids Scaring Kids, Smile Empty Soul, Blindside, Thirty Seconds to Mars и Seether. Через некоторое время My Darling Murder распались, и Келлехеру было предложено сотрудничество от участников Thirty Seconds to Mars, поскольку бас-гитарист группы Мэтт Уоктер покинул коллектив. Келлехер стал концертным участником Thirty Seconds to Mars; во время гасттролей он играл на бас-гитаре, клавишных и иногда на ритм-гитаре.
31 декабря 2010 года Тим Келлехер объявил, что выходит из концертного состава Thirty Seconds to Mars, чтобы состредоточиться на работе в группах Fear and the Nervous System, Wired All Wrong и других проектах. Однако Келлехер отыграл все концерты тура «Into the Wild Tour» Thirty Seconds to Mars до конца 2011.
В октябре 2013 стало известно, что Келлехер присоединился к индастриал-рок-группе Filter.

## Дискография
В составе Wired All Wrong
- Break out the Battle Tapes (2006)

В составе Fear and the Nervous System
- Fear and the Nervous System[6] (2012)